# Amphiesma khasiense
Amphiesma khasiense este o specie de șerpi din genul Amphiesma, familia Colubridae, descrisă de Boulenger 1890. Conform Catalogue of Life specia Amphiesma khasiense nu are subspecii cunoscute.